# Dentalium invalidum
Dentalium invalidum är en blötdjursart som beskrevs av Emerson 1954. Dentalium invalidum ingår i släktet Dentalium och familjen Dentaliidae. Inga underarter finns listade i Catalogue of Life.